# Novelé
Novelé település Spanyolországban, Valencia tartományban. Novelé La Granja de la Costera, Torrella, Vallés és Xàtiva községekkel határos. Lakosainak száma 849 fő (2024).

## Népesség
A település népessége az utóbbi években az alábbiak szerint változott:
| Lakosok száma | 661  | 697  | 774  | 832  | 874  | 876  | 858  | 837  | 861  | 849  |
|               | 2001 | 2004 | 2007 | 2009 | 2012 | 2014 | 2017 | 2019 | 2022 | 2024 |